# Kosów (Piaseczno)
Pour les articles homonymes, voir Kosów.
Kosów (prononciation : [ˈkɔsuf]) est un village polonais de la gmina dusznowola dans le powiat de Piaseczno de la voïvodie de Mazovie dans le centre-est de la Pologne.
Le village compte approximativement une population de 247 habitants en 2010.

## Histoire
De 1975 à 1998, le village appartenait administrativement à la voïvodie de Varsovie.